# Gesellschaft für Miss Wright
Gesellschaft für Miss Wright ist ein deutsches Fernsehspiel (Kriminalfilm mit komischen Elementen) aus dem Jahr 1970 von Horst Flick. Das Drehbuch stammt von Rex Frost. Die Hauptrollen sind mit Gudrun Genest, Fred Haltiner und Udo Vioff besetzt. Seine Premiere hatte der Film am  4. Dezember 1970 im Programm des Zweiten Deutschen Fernsehens (ZDF). 

## Handlung
Schlechte Gesellschaft ist besser als gar keine Gesellschaft: Nach diesem Motto kettet die ältliche Miss Wright den mehrfachen Raubmörder Alan Marlow, der aus dem Zuchthaus ausgebrochen und in ihrem etwas abseits vom Verkehr stehenden Hause eingebrochen ist, im Kellergewölbe an eine solide gemauerte Säule, nachdem sie ihn auf frischer Tat ertappt und niedergeschlagen hatte. Denn Miss Wright ist einsam, seit ihre Mutter, die sie jahrelang aufopferungsvoll gepflegt hatte, verstarb. Weil sie aber mit der Kranken keineswegs ein harmonisches Zusammenleben pflegte, bedeutet der Undank des Verbrechers für sie nichts Neues. Eine Extremsituation also, die viele Möglichkeiten für die Entwicklung psychischer Abnormitäten öffnet. Dass die Katastrophe schneller als erwartet herannaht, ist den seelsorgerlichen Bestrebungen des Gemeindevikars Edward Partridge zuzuschreiben, der schlimmes moralisches Versagen vermutet, als ruchbar wird, dass Miss Wright plötzlich allerlei für Männer bestimmtes Konsumgut erwirbt. Darauf angesprochen wird ihr klar, dass sie den Gefangenen entweder der Polizei übergeben oder ihn freilassen muss. Dummerweise erzählt sie ihm vor der Übergabe des Kettenschlüssels, dass sie ihm fünf Minuten Vorsprung lassen werde, bevor sie die Polizei alarmiere. Durch einen Trick setzt sich der Verbrecher in den Besitz der Pistole und schießt die flüchtende Miss Wright nieder. Dann freilich muss er feststellen, dass ihm die Dame den falschen Schlüssel übergeben hat. Der richtige fällt während seiner Bemühungen, ihn an sich zu bringen, in den Gully.

## Kritik
Überwiegend positiv urteilt der Evangelische Film-Beobachter: „Geschickt konstruiertes Kriminalspiel […]. Obwohl nicht alle psychologischen Winkelzüge überzeugen, vermag das Spiel durch seine Betonung menschlicher Unzulänglichkeiten und nicht zuletzt auch durch die Interpretation eines ausgezeichneten Darstellerensembles zu fesseln. Für Erwachsene sehenswert.“  Auf der Krimihompage heißt es: „Ein spannender und origineller – nicht nach dem üblichen Strickmuster gestrickter – Kriminalfilm. Britischer Nervenkitzel mit einer bitterbösen Schlusspointe.“